# Ми-10
Ми-10 e транспортен хеликоптер, създаден от ОКБ „Мил“, Русия. Хеликоптерът е предназначен за превоз на крупногабаритни товари.

## История
През февруари 1958 г. конструкторското бюро „Мил“ получава задачата да разработи крупногабаритен хеликоптер-кран. Разработката се дължи на факта, че тежкотоварният Ми-6 не може да побере в кабината си голямогабаритни товари. Новата машина е разработена изцяло на базата на Ми-6 и получава индекса Ми-10.
Първият опитен образец, обозначен като В-10, извършва първия си полет в средата на юни 1960 г. Серийното производство започва в Ростовския авиационен завод същата година.
Хеликоптерът Ми-10 и по-късната модификация Ми-10К са използвани предимно за транспортни превози, нефтената промишленост в Източен Сибир и Крайния север и при сложни промишлени и инфраструктурни монтажи.

## Тактико-технически характеристики
Хеликоптерът ми-10 е изпълнен по едновинтова носеща схема с опашен рулеви винт, два газотурбинни двигателя и четириопорно шаси.
Фюзелажът има дължина 32,86 м, ширина 2,65 м, и височина до главата на носещия винт 7,8 м. В предната част на корпуса е разположена двуместната пилотска кабина. Пътническата кабина е разположена в средата на корпуса и е с размери 15,95 х 2,75 х 1,66 м и обем 60 куб.м. Побира 28 пътници. Товарният люк е разположен на десния борд и е снабден с електрическа лебедка с товароподемност до 200 кг.
Товарът се закрепва към шасито с хидравлични скоби. Разработена е и специална рампа за превоз на множество малки товари, която се закрепва за шасито по същия начин.
Шасито е четириопорно и неприбиращо се по време на полет. Опорите са снабдени с маслено-въздушни амортисьори и двойни колела. Разстоянието между предните и задните колела е 8,74 м.
Носещият винт е петлопатен, с шарнирно закрепване на лопатите и е с диаметър 35 м. Снабден е с хидравлични демпфери и е наклонен напред спрямо хоризонталната ос на 5°. Лопатите са изработени от метални сплави, с правоъгълен профил, погледнати фронтално. Имат хорда 1 м. Снабдени са с метални лонжерони и монтирана антиобледеняваща система. Тангенциалната скорост на краищата на лопатите при полет достига 220 м/с.
Рулевият винт е четрилопатен с диаметър 6,3 м с трапецовидни по форма и с променлива дебелина по дължината си лопати.
Силовата установка се състои от два турбовални двигателя ГТД-25В са с мощност 5500 к.с. (4045 КВ) всеки. Разположени са един до друг в общ обтекател над фюзелажа. Имат деветстепенен компресор и двустепенна турбина. Дължината на всеки двигател е 2,74 м, ширината – 1,09 и височина – 1,16 м. Теглото им е 1344 кг.
Трансмисията се състои от главен, междинен и опашен редуктор, спирачка на носещия винт и предавка към вентилаторите. Главният редуктор е четиристепенен с планетарна предавка и осигурява подаването на въртящия момент към вентилаторите, които охлаждат маслените радиатори, двигателите и редукторите.
Горивната система е изпълнена по двупроводна схема. Горивото е разпределено в два резервоара с обща вместимост 9000 л. Предвидена е възможност за увеличаване дължината на полета с монтирането на два резервоара по 2250 л. всеки.
Системата за управление е дублирана, хидравлича с монтиран триканален автопилот. Включва две хидравлични системи, управляващи всички най-важни механизми и агрегати. Допълнително е монтирана спомагателна система, работеща със сгъстен въздух. Допълнително са монтирани радиокомпас, радиовисотомер, КВ и УКВ радиостанции. Машината е снабдена с телевизионна система за наблюдение на състоянито на товара.
Хеликоптерът Ми-10 тежи празен 24 680 кг. Макс. полетна маса 43 450 кг при макс. полезен товар от 12 т. Макс. скорост с товар на борда е 235, а крайсерската – 180 км/ч. Далечината на полета, в зависимост от товара, достига от 250 км до 420 км.

## Модификации
- Ми-10К – модификация на Ми-10 създадена през 1964 г. Монтирана е допълнителна кабина, за контрол на товара и управление на полета, разположена в гондола под предната част на фюзелажа. Произведени са 55 машини.